# Rempei Uchida
Rempei Uchida (内田 錬平 Uchida Rempei?), född 26 april 1991 i Hokkaido prefektur, är en japansk fotbollsspelare.
Uchida började sin karriär 2013 i Kataller Toyama. Han spelade 45 ligamatcher för klubben. 2017 flyttade han till Ococias Kyoto AC.